# Renaudin (1913)
Renaudin – francuski niszczyciel z okresu I wojny światowej. Jednostka typu Bisson. Okręt wyposażony w cztery kotły parowe opalane ropą i turbiny parowe. Zapas paliwa 165 ton. W czasie wojny operował na Morzu Śródziemnym. Ranem, 18 marca 1916, roku płynącego w pobliżu Durrës "Renaudina" trafiła torpeda odpalona przez austro-węgierski okręt podwodny SM U-6. Trafienie w sterburtę spowodowało tak duże szkody, że po paru minutach niszczyciel przełamał się i zatonął. Zginęło 47 członków załogi (w tym trzech oficerów), ocalało 35 (w tym dwóch oficerów).